# Махмуд аль-Кашгари
Махмуд ибн аль-Хусейн ибн Мухаммед аль-Кашгари (Махмуд Кашгарский, араб. محمود بن الحسين بن محمد الكاشغري‎; 1028 или 1029, г. Барсхан на юго-восточном берегу озера Иссык-Куль — год смерти неизвестен, но некоторые предполагают 1101 или 1126, Опал, близ Кашгара) — уйгурский филолог и лексикограф. Родился в государстве Караханидов. Известен благодаря созданному им «Собранию тюркских языков» («Диван лугат ат-турк») — словарю-справочнику различных тюркских языков, равному тюркологической энциклопедии.

## Биография

### Происхождение
Махмуд аль-Кашгари родился в городе Барсхан, столице крупного тюркского мусульманского государства, называемого ныне Караханидским, в местной знатной семье. По предположению украинско-американского ориенталиста Омельяна Прицака, Махмуд Кашгари происходил из клана Бограханов правящей династии Караханидов и был сыном Хусейна ибн Мухаммада, эмира города Барсхана, внуком правителя Кашгара Мухаммада Бограхана и правнуком Харуна (ал-Хасана) ибн Сулеймана Бограхана.

### Жизнь
Махмуд аль-Кашгари получил хорошее по тем временам образование. Учился в кашгарском медресе Саджиа, где преподавали известные в регионе учителя, такие как имам Захид Хусейн.
В 1056 году в Кашгаре к власти пришёл дед Махмуда, Мухаммад Бограхан, который через 15 месяцев решил передать власть своему сыну Хусейну, эмиру города Барсхана, отцу Махмуда Кашгари. Мнение о том, что Махмуд Кашгари был сыном Хусейна ибн Мухаммада, эмира города Барсхана, поддерживал украинско-американский востоковед Омельян Прицак.
Но уже вскоре, в результате дворцового заговора, Хусейн и Мухаммад Бограхан были отравлены. В силу этого Махмуд в 1057 году был вынужден бежать из Кашгара. Он уходит на запад, в Мавераннахр, а оттуда отправляется в Багдад, где правят тюрки-сельджуки.
При этом Махмуд долгое время путешествует по землям, населённым тюркскими народами и племенами.
Некоторые исследователи полагают (без фактологических подкреплений), что примерно в 1080 году Махмуд возвращается в Кашгар, где до октября 1083 г. продолжает работу над «Словарём тюркских наречий». Год и место его смерти неизвестны. Но некоторые уйгурские ученые полагают, что он якобы умер, по одной версии, в 1101-м, по другой — в 1126 году. Они также заявляют, что Махмуд Кашгари был похоронен в кыргызском селении Опол (Опал), близ Кашгара.
Мазар Махмуда Кашгари в Опале, названный позднее «Гробницей священного учителя», был отреставрирован в 1984 году. Но местные люди говорят, что этот мазар принадлежал другому суфийскому шейху, жившему в XVIII веке.

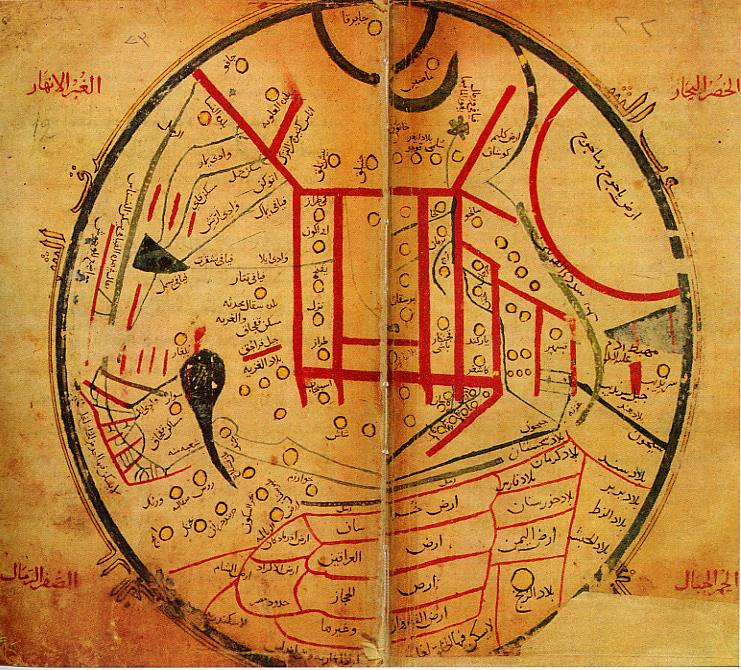
Тюркский мир по Махмуду Кашгари — первая известная науке карта расселения тюркских племён.

Знаменитая книга Махмуда аль-Кашгари «Дивани лугат ат-тюрк» представляет собой энциклопедию, в которой собран и обобщён обширный историко-культурный, этнографический и лингвистический материал. «Дивани» аль-Кашгари — памятник тюркской культуры, увековечивший этические ценности и нормы поведения, специфическое мировосприятие тюркских народов в XI веке. В книге, наряду с древним зороастрийско-шаманистским миропредставлением, запечатлены базовые элементы ислама и такой его ветви как суфизм.
Будучи младшим современником Юсуфа Баласагуни, испытавшим его влияние — в особенности, во взглядах на роль и сущность языка — Кашгари ввёл в изучение языков сравнительный метод и исторический подход, заложив основы того, что ныне мы называем тюркологией. Предшественником Кашгари был Абу Ибрахим аль-Фараби, на чей труд «Диван аль-адаб фи байан лугат аль-'араб» («Собрание литературных произведений в изложении на языке арабов») опирался аль-Бируни. Тюркские названия лекарственных средств у Бируни и у Кашгари одни и те же. У Махмуда наряду с прекрасным арабо-филологическим образованием просматривается и основательное знание всех областей средневековой мусульманской науки.

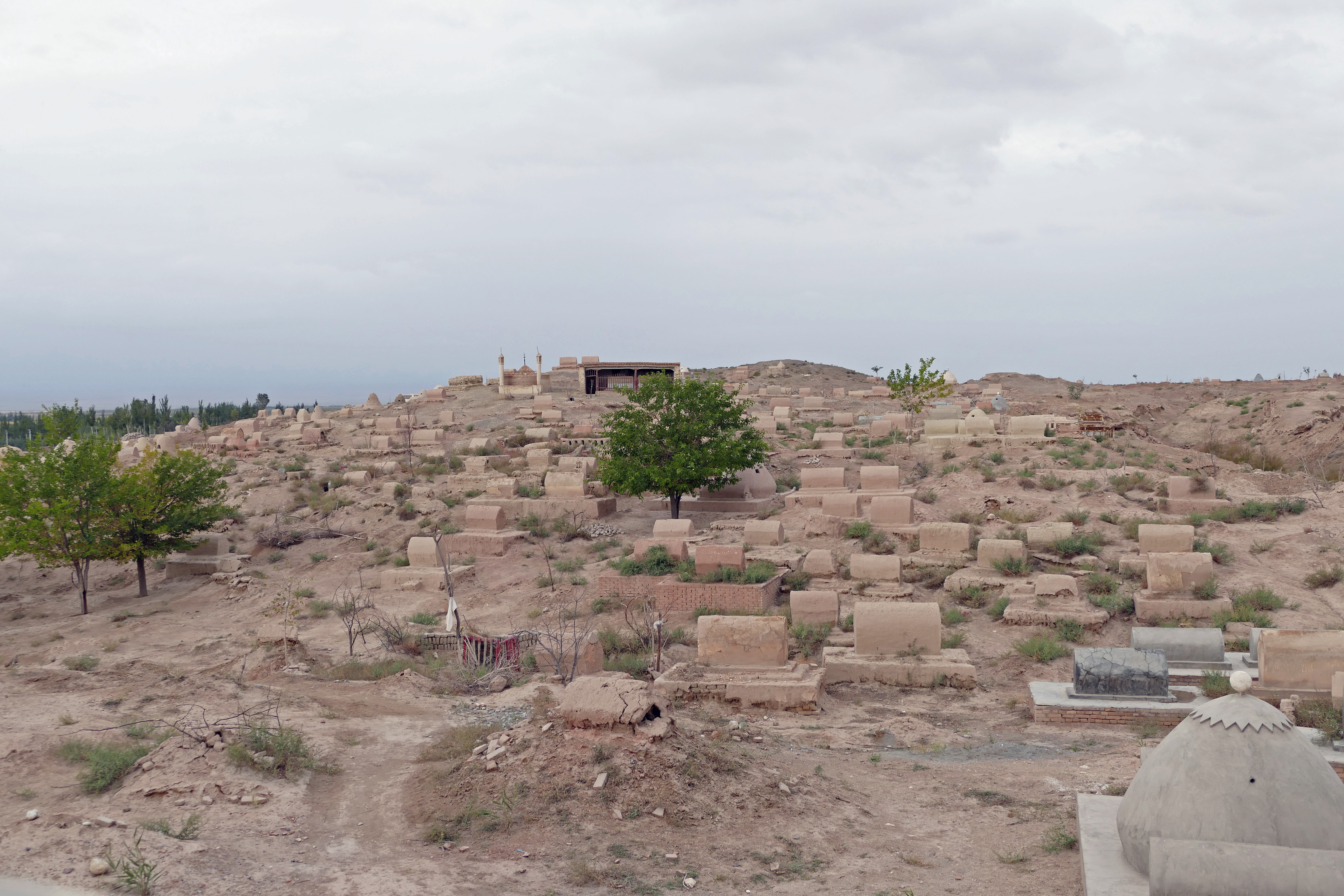
Опал, мавзолей Махмуда аль-Кашгари

Нельзя дать лучшей характеристики книге Махмуда Кашгари, воплотившей в себе весь его жизненный опыт и изыскания, чем его собственными словами: 
«Эту книгу я составил в алфавитном порядке, украшал её пословицами, саджами (рифмованная проза), поговорками, стихами, раджазами (стихи воинственного содержания) и отрывками из прозы. Я облегчил трудное, разъяснил неясное и трудился годами: Я рассыпал в нём из читаемых ими (тюрками) стихов для того, чтобы ознакомить (читателей) с их опытом и знаниями, а также пословицы, которые они употребляют в качестве мудрых изречений в дни счастья и несчастья с тем, чтобы сказитель передавал их передатчику, а передатчик другим. Вместе с этими (словами) я собрал в книге упоминаемые предметы и известные (употребительные) слова и, таким образом, книга поднялась до высокого достоинства и достигла отличного превосходства»
.
«Словарь тюркских наречий», посвящённый халифу аль-Муктади, был составлен Махмудом Кашгари в 1072−1074 годах. Здесь он представил основные жанры тюркоязычного фольклора — обрядовые и лирические песни, отрывки героического эпоса, исторические предания и легенды (о походе Александра Македонского в область тюрков-чигилей), более 400 пословиц, поговорок и устных изречений. В одном из раджазов описывается разгром тюрками-мусульманами буддийского царства в Хотане:

Мы шквалом воды низверглись на них,

Пробившись струями меж их городов,

Храмы язычников сокрушив

И Будде голову расколов!

«Диван» («Словарь») Махмуда Кашгари — единственный памятник тюркской диалектологии раннего периода, дающий представление о фонетических и морфологических явлениях и специфике диалектных форм. «Словарь» содержит также тексты устно-поэтического творчества тюркских племен и народов Средней Азии, Восточного Туркестана, Поволжья, Урала. Труд Махмуда Кашгари, написанный с применением научных методов арабской филологии, имеет и сегодня исключительную ценность для языковедов, фольклористов и литературоведов.
На наследие Махмуда Кашгари претендуют современные уйгуры, киргизы и узбеки.

### Цитаты
«У киргиз, уйгур, кипчаков, ягма, чигилов, огузов, тухси, уграков и жаруков — у них чистый тюркский единый язык, близки к нему наречия кимак и башкир. Самым лёгким является наречие огуз, самыми правильными - наречия ягма, тухси и жителей долины рек Или, Артиш, Атил. Самым красноречивым является наречие правителей Хаканиййя и тех кто с ними связан».
Некоторое представление о философских взглядах Кашгари дают приводимые ниже отрывки из его книги.
«Дни времени торопят, истощают силы человека, лишают мир мужей… Таков ведь его (времени) обычай, кроме (этого) здесь — равный удел (всех). Если мир, прицелясь, пускает стрелу, рассекаются вершины гор».
«Мой сын, я оставляю тебе в наследство наставления в добродетели. Найдя доброго мужа, следуй ему (смотри на него).
«Ночи (и) дни мира проходят (как) странники. Того, с кем пересекутся (их пути), они лишают сил».
«Вещи (и) имущество человека — его враги. Собрав (скопив) богатство, думай, что (это) низвергся поток воды — словно валун, катит оно своего обладателя вниз. Все мужи испортились из-за вещей. Увидев имущество, они кидаются (на него), словно гриф на добычу. Они держат свое имущество, заперев (его), сами не пользуются, плача от скупости, они собирают (копят) золото. Из-за имущества, не памятуя о Боге, сыновей (своих), родственников они в самом деле душат».

«Стремись к добродетели, (а) приобретя (её), не будь гордым».

### Переиздания
Переводы на русский язык

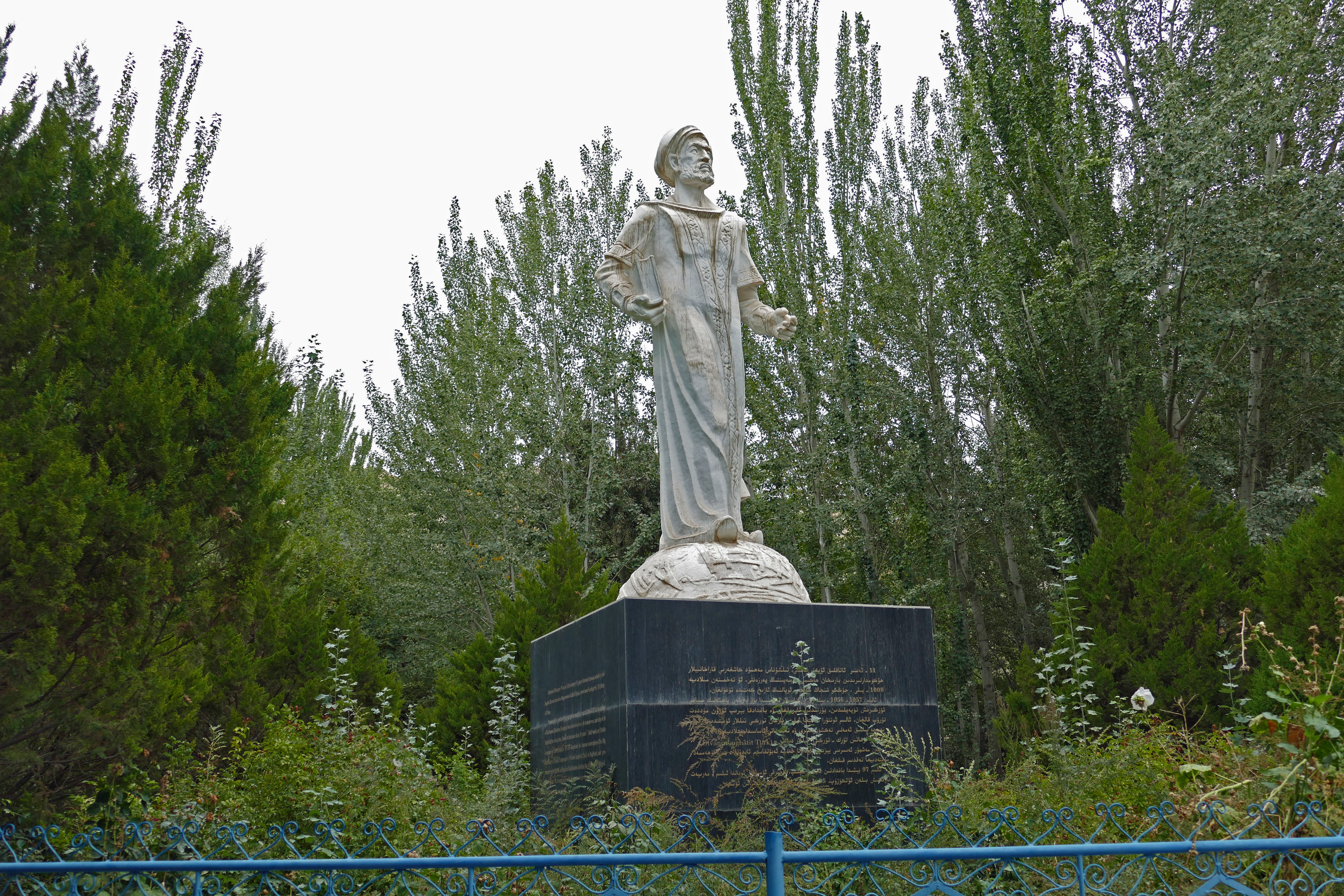
Памятник Махмуду аль-Кашгари у мавзолея в Опале

- Махмуд ал-Кашгари. Диван Лугат ат-Турк / Перевод, предисловие и комментарии З.-А. М. Ауэзовой; индексы составлены Р. Эрмерсом. — Алматы: Дайк-Пресс, 2005. — 1288 с. — ISBN 9965-699-74-7.
- Махмуд ал-Кашгари. Диван лугат ат-турк (Свод тюркских слов): В 3-х томах / Пер. с араб. А. Р. Рустамова под ред. И. В. Кормушина; предисл. и введ. И. В. Кормушина; примеч. И. В. Кормушина, Е. А. Поцелуевского, А. Р. Рустамова; Институт востоковедения РАН: Институт языкознания РАН. — М.: «Восточная литература», 2010. — Т. 1. — 464 с. — (Памятники письменности Востока. CXXVIII, 1 / редкол.: Г. М. Бонгард-Левин и др.). — 800 экз. — ISBN 5-02-018202-8, ISBN 978-5-02-036424-0. (в пер.)